# Tour d'Oman 2019
Le Tour d'Oman 2019 est la 10e édition de cette course cycliste sur route masculine. Il a lieu du 16 au 21 février 2019 à Oman. Il fait partie du calendrier UCI Asia Tour 2019 en catégorie 2.HC.

## Présentation
Le Tour d'Oman est « organisé par la municipalité de Mascate en association avec l'Oman Cycling Federation avec le concours technique et sportif d'Amaury Sport Organisation (ASO) ». À l'occasion de l'édition 2018, le partenariat entre la municipalité de Mascate et ASO a été prolongé pour six ans.

### Parcours
Le parcours est tracé sur 906 kilomètres répartis sur six étapes entre Sawadi et la Corniche de Matrah. 

### Équipes
18 équipes participent à ce Tour d'Oman - 7 WorldTeams et 11 équipes continentales professionnelles :
| WorldTeams (7)- AG2R La Mondiale - Astana - Bahrain-Merida - CCC Team - Dimension Data - Katusha-Alpecin - UAE Team Emirates Équipes continentales professionnelles (11)- Arkéa-Samsic - Cofidis, Solutions Crédits - Delko-Marseille Provence - Direct Énergie - Euskadi Basque Country-Murias - Rally UHC Cycling - Roompot-Charles - Sport Vlaanderen-Baloise - Vital Concept-B&B Hotels - Wallonie Bruxelles - Wanty-Groupe Gobert |
| |

## Étapes
| Étape     | Date    | Villes étapes                                | type                      | Distance (km) | Vainqueur d'étape  | Leader du classement général |
| --------- | ------- | -------------------------------------------- | ------------------------- | ------------- | ------------------ | ---------------------------- |
| 1re étape | 16 fév. | Plage d'Al Sawadi – Sohar                    | étape de plaine           | 138,5         | Alexander Kristoff | Alexander Kristoff           |
| 2e étape  | 17 fév. | Sib – Al Bustan                              | étape vallonnée           | 156,5         | Alexey Lutsenko    | Alexander Kristoff           |
| 3e étape  | 18 fév. | Shati Al-Qurm – Qurayyat                     | étape vallonnée           | 192,5         | Alexey Lutsenko    | Alexey Lutsenko              |
| 4e étape  | 19 fév. | Yiti – Oman Convention and Exhibition Centre | étape vallonnée           | 131           | Sonny Colbrelli    | Alexey Lutsenko              |
| 5e étape  | 20 fév. | Sama'il – Al Jabal al Akhḑar                 | étape de moyenne montagne | 152           | Alexey Lutsenko    | Alexey Lutsenko              |
| 6e étape  | 21 fév. | Mascate – Corniche de Matrah                 | étape de plaine           | 135,5         | Giacomo Nizzolo    | Alexey Lutsenko              |

## Déroulement de la course

### 1reétape
| \| Classement de l'étape \| Classement de l'étape \| Classement de l'étape \| Classement de l'étape \| Classement de l'étape \| \| Coureur \| Coureur \| Pays \| Équipe \| Temps \| \| --------------------- \| --------------------- \| --------------------- \| ----------------------------- \| --------------------- \| \| 1er \| Alexander Kristoff \| Norvège \| UAE Team Emirates \| 2 h 54 min 50 s \| \| 2e \| Bryan Coquard \| France \| Vital Concept-B&B Hotels \| + 0 s \| \| 3e \| Nacer Bouhanni \| France \| Cofidis, Solutions Crédits \| + 0 s \| \| 4e \| Giacomo Nizzolo \| Italie \| Dimension Data \| + 0 s \| \| 5e \| Niccolò Bonifazio \| Italie \| Direct Énergie \| + 0 s \| \| 6e \| Mikel Aristi \| Espagne \| Euskadi Basque Country-Murias \| + 0 s \| \| 7e \| Boy van Poppel \| Pays-Bas \| Roompot-Charles \| + 0 s \| \| 8e \| Davide Ballerini \| Italie \| Astana \| + 0 s \| \| 9e \| Amaury Capiot \| Belgique \| Sport Vlaanderen-Baloise \| + 0 s \| \| 10e \| Emīls Liepiņš \| Lettonie \| Wallonie Bruxelles \| + 0 s \| |                    |          |                               |                 |
| |                    |          |                               |                 |
| Source : ProCyclingStats |                    |          |                               |                 |
| Classement de l'étape |                    |          |                               |                 |
| Coureur | Coureur            | Pays     | Équipe                        | Temps           |
| 1er | Alexander Kristoff | Norvège  | UAE Team Emirates             | 2 h 54 min 50 s |
| 2e | Bryan Coquard      | France   | Vital Concept-B&B Hotels      | + 0 s           |
| 3e | Nacer Bouhanni     | France   | Cofidis, Solutions Crédits    | + 0 s           |
| 4e | Giacomo Nizzolo    | Italie   | Dimension Data                | + 0 s           |
| 5e | Niccolò Bonifazio  | Italie   | Direct Énergie                | + 0 s           |
| 6e | Mikel Aristi       | Espagne  | Euskadi Basque Country-Murias | + 0 s           |
| 7e | Boy van Poppel     | Pays-Bas | Roompot-Charles               | + 0 s           |
| 8e | Davide Ballerini   | Italie   | Astana                        | + 0 s           |
| 9e | Amaury Capiot      | Belgique | Sport Vlaanderen-Baloise      | + 0 s           |
| 10e | Emīls Liepiņš      | Lettonie | Wallonie Bruxelles            | + 0 s           |

| \| Classement général \| Classement général \| Classement général \| Classement général \| Classement général \| \| Coureur \| Coureur \| Pays \| Équipe \| Temps \| \| ------------------ \| ------------------ \| ------------------ \| ----------------------------- \| ------------------ \| \| 1er \| Alexander Kristoff \| Norvège \| UAE Team Emirates \| 2 h 54 min 40 s \| \| 2e \| Bryan Coquard \| France \| Vital Concept-B&B Hotels \| + 4 s \| \| 3e \| Michael Schär \| Suisse \| CCC Team \| + 5 s \| \| 4e \| Nacer Bouhanni \| France \| Cofidis, Solutions Crédits \| + 6 s \| \| 5e \| Giacomo Nizzolo \| Italie \| Dimension Data \| + 10 s \| \| 6e \| Niccolò Bonifazio \| Italie \| Direct Énergie \| + 10 s \| \| 7e \| Mikel Aristi \| Espagne \| Euskadi Basque Country-Murias \| + 10 s \| \| 8e \| Boy van Poppel \| Pays-Bas \| Roompot-Charles \| + 10 s \| \| 9e \| Davide Ballerini \| Italie \| Astana \| + 10 s \| \| 10e \| Amaury Capiot \| Belgique \| Sport Vlaanderen-Baloise \| + 10 s \| |                    |          |                               |                 |
| |                    |          |                               |                 |
| Source : ProCyclingStats |                    |          |                               |                 |
| Classement général |                    |          |                               |                 |
| Coureur | Coureur            | Pays     | Équipe                        | Temps           |
| 1er | Alexander Kristoff | Norvège  | UAE Team Emirates             | 2 h 54 min 40 s |
| 2e | Bryan Coquard      | France   | Vital Concept-B&B Hotels      | + 4 s           |
| 3e | Michael Schär      | Suisse   | CCC Team                      | + 5 s           |
| 4e | Nacer Bouhanni     | France   | Cofidis, Solutions Crédits    | + 6 s           |
| 5e | Giacomo Nizzolo    | Italie   | Dimension Data                | + 10 s          |
| 6e | Niccolò Bonifazio  | Italie   | Direct Énergie                | + 10 s          |
| 7e | Mikel Aristi       | Espagne  | Euskadi Basque Country-Murias | + 10 s          |
| 8e | Boy van Poppel     | Pays-Bas | Roompot-Charles               | + 10 s          |
| 9e | Davide Ballerini   | Italie   | Astana                        | + 10 s          |
| 10e | Amaury Capiot      | Belgique | Sport Vlaanderen-Baloise      | + 10 s          |

### 2eétape
| \| Classement de l'étape \| Classement de l'étape \| Classement de l'étape \| Classement de l'étape \| Classement de l'étape \| \| Coureur \| Coureur \| Pays \| Équipe \| Temps \| \| --------------------- \| --------------------- \| --------------------- \| ------------------------ \| --------------------- \| \| 1er \| Alexey Lutsenko \| Kazakhstan \| Astana \| 4 h 07 min 19 s \| \| 2e \| Alexander Kristoff \| Norvège \| UAE Team Emirates \| + 3 s \| \| 3e \| Ryan Gibbons \| Afrique du Sud \| Dimension Data \| + 3 s \| \| 4e \| Iuri Filosi \| Italie \| Delko Marseille Provence \| + 3 s \| \| 5e \| Oliver Naesen \| Belgique \| AG2R La Mondiale \| + 3 s \| \| 6e \| Sonny Colbrelli \| Italie \| Bahrain-Merida \| + 3 s \| \| 7e \| Enrico Battaglin \| Italie \| Katusha-Alpecin \| + 3 s \| \| 8e \| Benjamin Declercq \| Belgique \| Sport Vlaanderen-Baloise \| + 3 s \| \| 9e \| Clément Venturini \| France \| AG2R La Mondiale \| + 3 s \| \| 10e \| Magnus Cort Nielsen \| Danemark \| Astana \| + 3 s \| |                     |                |                          |                 |
| |                     |                |                          |                 |
| Source : ProCyclingStats |                     |                |                          |                 |
| Classement de l'étape |                     |                |                          |                 |
| Coureur | Coureur             | Pays           | Équipe                   | Temps           |
| 1er | Alexey Lutsenko     | Kazakhstan     | Astana                   | 4 h 07 min 19 s |
| 2e | Alexander Kristoff  | Norvège        | UAE Team Emirates        | + 3 s           |
| 3e | Ryan Gibbons        | Afrique du Sud | Dimension Data           | + 3 s           |
| 4e | Iuri Filosi         | Italie         | Delko Marseille Provence | + 3 s           |
| 5e | Oliver Naesen       | Belgique       | AG2R La Mondiale         | + 3 s           |
| 6e | Sonny Colbrelli     | Italie         | Bahrain-Merida           | + 3 s           |
| 7e | Enrico Battaglin    | Italie         | Katusha-Alpecin          | + 3 s           |
| 8e | Benjamin Declercq   | Belgique       | Sport Vlaanderen-Baloise | + 3 s           |
| 9e | Clément Venturini   | France         | AG2R La Mondiale         | + 3 s           |
| 10e | Magnus Cort Nielsen | Danemark       | Astana                   | + 3 s           |

| \| Classement général \| Classement général \| Classement général \| Classement général \| Classement général \| \| Coureur \| Coureur \| Pays \| Équipe \| Temps \| \| ------------------ \| ------------------- \| ------------------ \| ------------------------ \| ------------------ \| \| 1er \| Alexander Kristoff \| Norvège \| UAE Team Emirates \| 7 h 01 min 56 s \| \| 2e \| Alexey Lutsenko \| Kazakhstan \| Astana \| + 3 s \| \| 3e \| Ryan Gibbons \| Afrique du Sud \| Dimension Data \| + 12 s \| \| 4e \| Clément Venturini \| France \| AG2R La Mondiale \| + 16 s \| \| 5e \| Iuri Filosi \| Italie \| Delko Marseille Provence \| + 16 s \| \| 6e \| Magnus Cort Nielsen \| Danemark \| Astana \| + 16 s \| \| 7e \| Greg Van Avermaet \| Belgique \| CCC Team \| + 16 s \| \| 8e \| Sven Erik Bystrøm \| Norvège \| UAE Team Emirates \| + 16 s \| \| 9e \| Élie Gesbert \| France \| Arkéa-Samsic \| + 16 s \| \| 10e \| Rui Costa \| Portugal \| UAE Team Emirates \| + 16 s \| |                     |                |                          |                 |
| |                     |                |                          |                 |
| Source : ProCyclingStats |                     |                |                          |                 |
| Classement général |                     |                |                          |                 |
| Coureur | Coureur             | Pays           | Équipe                   | Temps           |
| 1er | Alexander Kristoff  | Norvège        | UAE Team Emirates        | 7 h 01 min 56 s |
| 2e | Alexey Lutsenko     | Kazakhstan     | Astana                   | + 3 s           |
| 3e | Ryan Gibbons        | Afrique du Sud | Dimension Data           | + 12 s          |
| 4e | Clément Venturini   | France         | AG2R La Mondiale         | + 16 s          |
| 5e | Iuri Filosi         | Italie         | Delko Marseille Provence | + 16 s          |
| 6e | Magnus Cort Nielsen | Danemark       | Astana                   | + 16 s          |
| 7e | Greg Van Avermaet   | Belgique       | CCC Team                 | + 16 s          |
| 8e | Sven Erik Bystrøm   | Norvège        | UAE Team Emirates        | + 16 s          |
| 9e | Élie Gesbert        | France         | Arkéa-Samsic             | + 16 s          |
| 10e | Rui Costa           | Portugal       | UAE Team Emirates        | + 16 s          |

### 3eétape
| \| Classement de l'étape \| Classement de l'étape \| Classement de l'étape \| Classement de l'étape \| Classement de l'étape \| \| Coureur \| Coureur \| Pays \| Équipe \| Temps \| \| --------------------- \| --------------------- \| --------------------- \| -------------------------- \| --------------------- \| \| 1er \| Alexey Lutsenko \| Kazakhstan \| Astana \| 4 h 35 min 48 s \| \| 2e \| Jesús Herrada \| Espagne \| Cofidis, Solutions Crédits \| + 1 s \| \| 3e \| Greg Van Avermaet \| Belgique \| CCC Team \| + 1 s \| \| 4e \| Rui Costa \| Portugal \| UAE Team Emirates \| + 1 s \| \| 5e \| Domenico Pozzovivo \| Italie \| Bahrain-Merida \| + 4 s \| \| 6e \| Eliot Lietaer \| Belgique \| Wallonie Bruxelles \| + 6 s \| \| 7e \| Oliver Naesen \| Belgique \| AG2R La Mondiale \| + 11 s \| \| 8e \| Quentin Pacher \| France \| Vital Concept-B&B Hotels \| + 11 s \| \| 9e \| Élie Gesbert \| France \| Arkéa-Samsic \| + 11 s \| \| 10e \| Ryan Gibbons \| Afrique du Sud \| Dimension Data \| + 11 s \| |                    |                |                            |                 |
| |                    |                |                            |                 |
| Source : ProCyclingStats |                    |                |                            |                 |
| Classement de l'étape |                    |                |                            |                 |
| Coureur | Coureur            | Pays           | Équipe                     | Temps           |
| 1er | Alexey Lutsenko    | Kazakhstan     | Astana                     | 4 h 35 min 48 s |
| 2e | Jesús Herrada      | Espagne        | Cofidis, Solutions Crédits | + 1 s           |
| 3e | Greg Van Avermaet  | Belgique       | CCC Team                   | + 1 s           |
| 4e | Rui Costa          | Portugal       | UAE Team Emirates          | + 1 s           |
| 5e | Domenico Pozzovivo | Italie         | Bahrain-Merida             | + 4 s           |
| 6e | Eliot Lietaer      | Belgique       | Wallonie Bruxelles         | + 6 s           |
| 7e | Oliver Naesen      | Belgique       | AG2R La Mondiale           | + 11 s          |
| 8e | Quentin Pacher     | France         | Vital Concept-B&B Hotels   | + 11 s          |
| 9e | Élie Gesbert       | France         | Arkéa-Samsic               | + 11 s          |
| 10e | Ryan Gibbons       | Afrique du Sud | Dimension Data             | + 11 s          |

| \| Classement général \| Classement général \| Classement général \| Classement général \| Classement général \| \| Coureur \| Coureur \| Pays \| Équipe \| Temps \| \| ------------------ \| ------------------ \| ------------------ \| -------------------------- \| ------------------ \| \| 1er \| Alexey Lutsenko \| Kazakhstan \| Astana \| 11 h 37 min 37 s \| \| 2e \| Jesús Herrada \| Espagne \| Cofidis, Solutions Crédits \| + 18 s \| \| 3e \| Greg Van Avermaet \| Belgique \| CCC Team \| + 20 s \| \| 4e \| Rui Costa \| Portugal \| UAE Team Emirates \| + 24 s \| \| 5e \| Domenico Pozzovivo \| Italie \| Bahrain-Merida \| + 27 s \| \| 6e \| Eliot Lietaer \| Belgique \| Wallonie Bruxelles \| + 29 s \| \| 7e \| Ryan Gibbons \| Afrique du Sud \| Dimension Data \| + 30 s \| \| 8e \| Élie Gesbert \| France \| Arkéa-Samsic \| + 34 s \| \| 9e \| Quentin Pacher \| France \| Vital Concept-B&B Hotels \| + 34 s \| \| 10e \| Oliver Naesen \| Belgique \| AG2R La Mondiale \| + 34 s \| |                    |                |                            |                  |
| |                    |                |                            |                  |
| Source : ProCyclingStats |                    |                |                            |                  |
| Classement général |                    |                |                            |                  |
| Coureur | Coureur            | Pays           | Équipe                     | Temps            |
| 1er | Alexey Lutsenko    | Kazakhstan     | Astana                     | 11 h 37 min 37 s |
| 2e | Jesús Herrada      | Espagne        | Cofidis, Solutions Crédits | + 18 s           |
| 3e | Greg Van Avermaet  | Belgique       | CCC Team                   | + 20 s           |
| 4e | Rui Costa          | Portugal       | UAE Team Emirates          | + 24 s           |
| 5e | Domenico Pozzovivo | Italie         | Bahrain-Merida             | + 27 s           |
| 6e | Eliot Lietaer      | Belgique       | Wallonie Bruxelles         | + 29 s           |
| 7e | Ryan Gibbons       | Afrique du Sud | Dimension Data             | + 30 s           |
| 8e | Élie Gesbert       | France         | Arkéa-Samsic               | + 34 s           |
| 9e | Quentin Pacher     | France         | Vital Concept-B&B Hotels   | + 34 s           |
| 10e | Oliver Naesen      | Belgique       | AG2R La Mondiale           | + 34 s           |

### 4eétape
| \| Classement de l'étape \| Classement de l'étape \| Classement de l'étape \| Classement de l'étape \| Classement de l'étape \| \| Coureur \| Coureur \| Pays \| Équipe \| Temps \| \| --------------------- \| --------------------- \| --------------------- \| -------------------------- \| --------------------- \| \| 1er \| Sonny Colbrelli \| Italie \| Bahrain-Merida \| 3 h 17 min 09 s \| \| 2e \| Greg Van Avermaet \| Belgique \| CCC Team \| + 0 s \| \| 3e \| Clément Venturini \| France \| AG2R La Mondiale \| + 0 s \| \| 4e \| Ryan Gibbons \| Afrique du Sud \| Dimension Data \| + 0 s \| \| 5e \| Alexander Kristoff \| Norvège \| UAE Team Emirates \| + 0 s \| \| 6e \| Benjamin Declercq \| Belgique \| Sport Vlaanderen-Baloise \| + 0 s \| \| 7e \| Iuri Filosi \| Italie \| Delko Marseille Provence \| + 0 s \| \| 8e \| Baptiste Planckaert \| Belgique \| Wallonie Bruxelles \| + 0 s \| \| 9e \| Milan Menten \| Belgique \| Sport Vlaanderen-Baloise \| + 0 s \| \| 10e \| Jesús Herrada \| Espagne \| Cofidis, Solutions Crédits \| + 0 s \| |                     |                |                            |                 |
| |                     |                |                            |                 |
| Source : ProCyclingStats |                     |                |                            |                 |
| Classement de l'étape |                     |                |                            |                 |
| Coureur | Coureur             | Pays           | Équipe                     | Temps           |
| 1er | Sonny Colbrelli     | Italie         | Bahrain-Merida             | 3 h 17 min 09 s |
| 2e | Greg Van Avermaet   | Belgique       | CCC Team                   | + 0 s           |
| 3e | Clément Venturini   | France         | AG2R La Mondiale           | + 0 s           |
| 4e | Ryan Gibbons        | Afrique du Sud | Dimension Data             | + 0 s           |
| 5e | Alexander Kristoff  | Norvège        | UAE Team Emirates          | + 0 s           |
| 6e | Benjamin Declercq   | Belgique       | Sport Vlaanderen-Baloise   | + 0 s           |
| 7e | Iuri Filosi         | Italie         | Delko Marseille Provence   | + 0 s           |
| 8e | Baptiste Planckaert | Belgique       | Wallonie Bruxelles         | + 0 s           |
| 9e | Milan Menten        | Belgique       | Sport Vlaanderen-Baloise   | + 0 s           |
| 10e | Jesús Herrada       | Espagne        | Cofidis, Solutions Crédits | + 0 s           |

| \| Classement général \| Classement général \| Classement général \| Classement général \| Classement général \| \| Coureur \| Coureur \| Pays \| Équipe \| Temps \| \| ------------------ \| ------------------ \| ------------------ \| -------------------------- \| ------------------ \| \| 1er \| Alexey Lutsenko \| Kazakhstan \| Astana \| 14 h 54 min 46 s \| \| 2e \| Greg Van Avermaet \| Belgique \| CCC Team \| + 14 s \| \| 3e \| Jesús Herrada \| Espagne \| Cofidis, Solutions Crédits \| + 18 s \| \| 4e \| Rui Costa \| Portugal \| UAE Team Emirates \| + 24 s \| \| 5e \| Domenico Pozzovivo \| Italie \| Bahrain-Merida \| + 27 s \| \| 6e \| Eliot Lietaer \| Belgique \| Wallonie Bruxelles \| + 29 s \| \| 7e \| Ryan Gibbons \| Afrique du Sud \| Dimension Data \| + 30 s \| \| 8e \| Élie Gesbert \| France \| Arkéa-Samsic \| + 34 s \| \| 9e \| Quentin Pacher \| France \| Vital Concept-B&B Hotels \| + 34 s \| \| 10e \| Oliver Naesen \| Belgique \| AG2R La Mondiale \| + 34 s \| |                    |                |                            |                  |
| |                    |                |                            |                  |
| Source : ProCyclingStats |                    |                |                            |                  |
| Classement général |                    |                |                            |                  |
| Coureur | Coureur            | Pays           | Équipe                     | Temps            |
| 1er | Alexey Lutsenko    | Kazakhstan     | Astana                     | 14 h 54 min 46 s |
| 2e | Greg Van Avermaet  | Belgique       | CCC Team                   | + 14 s           |
| 3e | Jesús Herrada      | Espagne        | Cofidis, Solutions Crédits | + 18 s           |
| 4e | Rui Costa          | Portugal       | UAE Team Emirates          | + 24 s           |
| 5e | Domenico Pozzovivo | Italie         | Bahrain-Merida             | + 27 s           |
| 6e | Eliot Lietaer      | Belgique       | Wallonie Bruxelles         | + 29 s           |
| 7e | Ryan Gibbons       | Afrique du Sud | Dimension Data             | + 30 s           |
| 8e | Élie Gesbert       | France         | Arkéa-Samsic               | + 34 s           |
| 9e | Quentin Pacher     | France         | Vital Concept-B&B Hotels   | + 34 s           |
| 10e | Oliver Naesen      | Belgique       | AG2R La Mondiale           | + 34 s           |

### 5eétape
| \| Classement de l'étape \| Classement de l'étape \| Classement de l'étape \| Classement de l'étape \| Classement de l'étape \| \| Coureur \| Coureur \| Pays \| Équipe \| Temps \| \| --------------------- \| --------------------- \| --------------------- \| -------------------------- \| --------------------- \| \| 1er \| Alexey Lutsenko \| Kazakhstan \| Astana \| 3 h 44 min 03 s \| \| 2e \| Fabien Grellier \| France \| Direct Énergie \| + 7 s \| \| 3e \| Domenico Pozzovivo \| Italie \| Bahrain-Merida \| + 11 s \| \| 4e \| Rui Costa \| Portugal \| UAE Team Emirates \| + 19 s \| \| 5e \| Élie Gesbert \| France \| Arkéa-Samsic \| + 19 s \| \| 6e \| Jesús Herrada \| Espagne \| Cofidis, Solutions Crédits \| + 19 s \| \| 7e \| Jan Polanc \| Slovénie \| UAE Team Emirates \| + 23 s \| \| 8e \| Fabien Doubey \| France \| Wanty-Gobert \| + 30 s \| \| 9e \| Mathias Frank \| Suisse \| AG2R La Mondiale \| + 39 s \| \| 10e \| Matteo Fabbro \| Italie \| Katusha-Alpecin \| + 44 s \| |                    |            |                            |                 |
| |                    |            |                            |                 |
| Source : ProCyclingStats |                    |            |                            |                 |
| Classement de l'étape |                    |            |                            |                 |
| Coureur | Coureur            | Pays       | Équipe                     | Temps           |
| 1er | Alexey Lutsenko    | Kazakhstan | Astana                     | 3 h 44 min 03 s |
| 2e | Fabien Grellier    | France     | Direct Énergie             | + 7 s           |
| 3e | Domenico Pozzovivo | Italie     | Bahrain-Merida             | + 11 s          |
| 4e | Rui Costa          | Portugal   | UAE Team Emirates          | + 19 s          |
| 5e | Élie Gesbert       | France     | Arkéa-Samsic               | + 19 s          |
| 6e | Jesús Herrada      | Espagne    | Cofidis, Solutions Crédits | + 19 s          |
| 7e | Jan Polanc         | Slovénie   | UAE Team Emirates          | + 23 s          |
| 8e | Fabien Doubey      | France     | Wanty-Gobert               | + 30 s          |
| 9e | Mathias Frank      | Suisse     | AG2R La Mondiale           | + 39 s          |
| 10e | Matteo Fabbro      | Italie     | Katusha-Alpecin            | + 44 s          |

| \| Classement général \| Classement général \| Classement général \| Classement général \| Classement général \| \| Coureur \| Coureur \| Pays \| Équipe \| Temps \| \| ------------------ \| ------------------ \| ------------------ \| -------------------------- \| ------------------ \| \| 1er \| Alexey Lutsenko \| Kazakhstan \| Astana \| 18 h 38 min 39 s \| \| 2e \| Domenico Pozzovivo \| Italie \| Bahrain-Merida \| + 44 s \| \| 3e \| Jesús Herrada \| Espagne \| Cofidis, Solutions Crédits \| + 47 s \| \| 4e \| Rui Costa \| Portugal \| UAE Team Emirates \| + 53 s \| \| 5e \| Élie Gesbert \| France \| Arkéa-Samsic \| + 1 min 03 s \| \| 6e \| Jan Polanc \| Slovénie \| UAE Team Emirates \| + 1 min 14 s \| \| 7e \| Eliot Lietaer \| Belgique \| Wallonie Bruxelles \| + 1 min 25 s \| \| 8e \| Fabien Doubey \| France \| Wanty-Gobert \| + 1 min 31 s \| \| 9e \| Brandon McNulty \| États-Unis \| Rally UHC Cycling \| + 1 min 43 s \| \| 10e \| Quentin Pacher \| France \| Vital Concept-B&B Hotels \| + 1 min 51 s \| |                    |            |                            |                  |
| |                    |            |                            |                  |
| Source : ProCyclingStats |                    |            |                            |                  |
| Classement général |                    |            |                            |                  |
| Coureur | Coureur            | Pays       | Équipe                     | Temps            |
| 1er | Alexey Lutsenko    | Kazakhstan | Astana                     | 18 h 38 min 39 s |
| 2e | Domenico Pozzovivo | Italie     | Bahrain-Merida             | + 44 s           |
| 3e | Jesús Herrada      | Espagne    | Cofidis, Solutions Crédits | + 47 s           |
| 4e | Rui Costa          | Portugal   | UAE Team Emirates          | + 53 s           |
| 5e | Élie Gesbert       | France     | Arkéa-Samsic               | + 1 min 03 s     |
| 6e | Jan Polanc         | Slovénie   | UAE Team Emirates          | + 1 min 14 s     |
| 7e | Eliot Lietaer      | Belgique   | Wallonie Bruxelles         | + 1 min 25 s     |
| 8e | Fabien Doubey      | France     | Wanty-Gobert               | + 1 min 31 s     |
| 9e | Brandon McNulty    | États-Unis | Rally UHC Cycling          | + 1 min 43 s     |
| 10e | Quentin Pacher     | France     | Vital Concept-B&B Hotels   | + 1 min 51 s     |

### 6eétape
| \| Classement de l'étape \| Classement de l'étape \| Classement de l'étape \| Classement de l'étape \| Classement de l'étape \| \| Coureur \| Coureur \| Pays \| Équipe \| Temps \| \| --------------------- \| --------------------- \| --------------------- \| ------------------------ \| --------------------- \| \| 1er \| Giacomo Nizzolo \| Italie \| Dimension Data \| 3 h 07 min 12 s \| \| 2e \| Sonny Colbrelli \| Italie \| Bahrain-Merida \| + 0 s \| \| 3e \| Davide Ballerini \| Italie \| Astana \| + 0 s \| \| 4e \| Clément Venturini \| France \| AG2R La Mondiale \| + 0 s \| \| 5e \| Ryan Gibbons \| Afrique du Sud \| Dimension Data \| + 0 s \| \| 6e \| Boris Vallée \| Belgique \| Wanty-Gobert \| + 0 s \| \| 7e \| Reto Hollenstein \| Suisse \| Katusha-Alpecin \| + 0 s \| \| 8e \| Amaury Capiot \| Belgique \| Sport Vlaanderen-Baloise \| + 0 s \| \| 9e \| Bryan Coquard \| France \| Vital Concept-B&B Hotels \| + 0 s \| \| 10e \| Sven Erik Bystrøm \| Norvège \| UAE Team Emirates \| + 0 s \| |                   |                |                          |                 |
| |                   |                |                          |                 |
| Source : ProCyclingStats |                   |                |                          |                 |
| Classement de l'étape |                   |                |                          |                 |
| Coureur | Coureur           | Pays           | Équipe                   | Temps           |
| 1er | Giacomo Nizzolo   | Italie         | Dimension Data           | 3 h 07 min 12 s |
| 2e | Sonny Colbrelli   | Italie         | Bahrain-Merida           | + 0 s           |
| 3e | Davide Ballerini  | Italie         | Astana                   | + 0 s           |
| 4e | Clément Venturini | France         | AG2R La Mondiale         | + 0 s           |
| 5e | Ryan Gibbons      | Afrique du Sud | Dimension Data           | + 0 s           |
| 6e | Boris Vallée      | Belgique       | Wanty-Gobert             | + 0 s           |
| 7e | Reto Hollenstein  | Suisse         | Katusha-Alpecin          | + 0 s           |
| 8e | Amaury Capiot     | Belgique       | Sport Vlaanderen-Baloise | + 0 s           |
| 9e | Bryan Coquard     | France         | Vital Concept-B&B Hotels | + 0 s           |
| 10e | Sven Erik Bystrøm | Norvège        | UAE Team Emirates        | + 0 s           |

## Classements finals

### Classement général
| \| Classement général \| Classement général \| Classement général \| Classement général \| Classement général \| \| Coureur \| Coureur \| Pays \| Équipe \| Temps \| \| ------------------ \| ------------------ \| ------------------ \| -------------------------- \| ------------------ \| \| 1er \| Alexey Lutsenko \| Kazakhstan \| Astana \| 21 h 45 min 51 s \| \| 2e \| Domenico Pozzovivo \| Italie \| Bahrain-Merida \| + 44 s \| \| 3e \| Jesús Herrada \| Espagne \| Cofidis, Solutions Crédits \| + 47 s \| \| 4e \| Rui Costa \| Portugal \| UAE Team Emirates \| + 53 s \| \| 5e \| Élie Gesbert \| France \| Arkéa-Samsic \| + 1 min 03 s \| \| 6e \| Jan Polanc \| Slovénie \| UAE Team Emirates \| + 1 min 14 s \| \| 7e \| Eliot Lietaer \| Belgique \| Wallonie Bruxelles \| + 1 min 25 s \| \| 8e \| Fabien Doubey \| France \| Wanty-Gobert \| + 1 min 31 s \| \| 9e \| Brandon McNulty \| États-Unis \| Rally UHC Cycling \| + 1 min 43 s \| \| 10e \| Quentin Pacher \| France \| Vital Concept-B&B Hotels \| + 1 min 51 s \| |                    |            |                            |                  |
| |                    |            |                            |                  |
| Source : ProCyclingStats |                    |            |                            |                  |
| Classement général |                    |            |                            |                  |
| Coureur | Coureur            | Pays       | Équipe                     | Temps            |
| 1er | Alexey Lutsenko    | Kazakhstan | Astana                     | 21 h 45 min 51 s |
| 2e | Domenico Pozzovivo | Italie     | Bahrain-Merida             | + 44 s           |
| 3e | Jesús Herrada      | Espagne    | Cofidis, Solutions Crédits | + 47 s           |
| 4e | Rui Costa          | Portugal   | UAE Team Emirates          | + 53 s           |
| 5e | Élie Gesbert       | France     | Arkéa-Samsic               | + 1 min 03 s     |
| 6e | Jan Polanc         | Slovénie   | UAE Team Emirates          | + 1 min 14 s     |
| 7e | Eliot Lietaer      | Belgique   | Wallonie Bruxelles         | + 1 min 25 s     |
| 8e | Fabien Doubey      | France     | Wanty-Gobert               | + 1 min 31 s     |
| 9e | Brandon McNulty    | États-Unis | Rally UHC Cycling          | + 1 min 43 s     |
| 10e | Quentin Pacher     | France     | Vital Concept-B&B Hotels   | + 1 min 51 s     |

### Classements annexe
| Classement par points | Classement par points | Classement par points | Classement par points      | Classement par points |
| Coureur               | Coureur               | Pays                  | Équipe                     | Points                |
| --------------------- | --------------------- | --------------------- | -------------------------- | --------------------- |
| 1er                   | Alexey Lutsenko       | Kazakhstan            | Astana                     | 45 pts                |
| 2e                    | Sonny Colbrelli       | Italie                | Bahrain-Merida             | 32 pts                |
| 3e                    | Ryan Gibbons          | Afrique du Sud        | Dimension Data             | 23 pts                |
| 4e                    | Giacomo Nizzolo       | Italie                | Dimension Data             | 22 pts                |
| 5e                    | Greg Van Avermaet     | Belgique              | CCC Team                   | 21 pts                |
| 6e                    | Jesús Herrada         | Espagne               | Cofidis, Solutions Crédits | 18 pts                |
| 7e                    | Clément Venturini     | France                | AG2R La Mondiale           | 18 pts                |
| 8e                    | Domenico Pozzovivo    | Italie                | Bahrain-Merida             | 15 pts                |
| 9e                    | Rui Costa             | Portugal              | UAE Team Emirates          | 14 pts                |
| 10e                   | Bryan Coquard         | France                | Vital Concept-B&B Hotels   | 14 pts                |

| Classement par points | Classement par points | Classement par points | Classement par points      | Classement par points |
| Coureur               | Coureur               | Pays                  | Équipe                     | Points                |
| --------------------- | --------------------- | --------------------- | -------------------------- | --------------------- |
| 1er                   | Alexey Lutsenko       | Kazakhstan            | Astana                     | 45 pts                |
| 2e                    | Sonny Colbrelli       | Italie                | Bahrain-Merida             | 32 pts                |
| 3e                    | Ryan Gibbons          | Afrique du Sud        | Dimension Data             | 23 pts                |
| 4e                    | Giacomo Nizzolo       | Italie                | Dimension Data             | 22 pts                |
| 5e                    | Greg Van Avermaet     | Belgique              | CCC Team                   | 21 pts                |
| 6e                    | Jesús Herrada         | Espagne               | Cofidis, Solutions Crédits | 18 pts                |
| 7e                    | Clément Venturini     | France                | AG2R La Mondiale           | 18 pts                |
| 8e                    | Domenico Pozzovivo    | Italie                | Bahrain-Merida             | 15 pts                |
| 9e                    | Rui Costa             | Portugal              | UAE Team Emirates          | 14 pts                |
| 10e                   | Bryan Coquard         | France                | Vital Concept-B&B Hotels   | 14 pts                |

| Classement du meilleur jeune | Classement du meilleur jeune | Classement du meilleur jeune | Classement du meilleur jeune | Classement du meilleur jeune |
| Coureur                      | Coureur                      | Pays                         | Équipe                       | Temps                        |
| ---------------------------- | ---------------------------- | ---------------------------- | ---------------------------- | ---------------------------- |
| 1er                          | Élie Gesbert                 | France                       | Arkéa-Samsic                 | 21 h 46 min 54 s             |
| 2e                           | Brandon McNulty              | États-Unis                   | Rally UHC Cycling            | + 40 s                       |
| 3e                           | Steff Cras                   | Belgique                     | Katusha-Alpecin              | + 50 s                       |
| 4e                           | Matteo Fabbro                | Italie                       | Katusha-Alpecin              | + 57 s                       |
| 5e                           | Ryan Gibbons                 | Afrique du Sud               | Dimension Data               | + 1 min 20 s                 |
| 6e                           | Benjamin Declercq            | Belgique                     | Sport Vlaanderen-Baloise     | + 2 min 32 s                 |
| 7e                           | Julien Mortier               | Belgique                     | Wallonie Bruxelles           | + 7 min 49 s                 |
| 8e                           | Patrick Müller               | Suisse                       | Vital Concept-B&B Hotels     | + 11 min 11 s                |
| 9e                           | Milan Menten                 | Belgique                     | Sport Vlaanderen-Baloise     | + 13 min 51 s                |
| 10e                          | Fabien Grellier              | France                       | Direct Énergie               | + 16 min 33 s                |

| Classement du meilleur jeune | Classement du meilleur jeune | Classement du meilleur jeune | Classement du meilleur jeune | Classement du meilleur jeune |
| Coureur                      | Coureur                      | Pays                         | Équipe                       | Temps                        |
| ---------------------------- | ---------------------------- | ---------------------------- | ---------------------------- | ---------------------------- |
| 1er                          | Élie Gesbert                 | France                       | Arkéa-Samsic                 | 21 h 46 min 54 s             |
| 2e                           | Brandon McNulty              | États-Unis                   | Rally UHC Cycling            | + 40 s                       |
| 3e                           | Steff Cras                   | Belgique                     | Katusha-Alpecin              | + 50 s                       |
| 4e                           | Matteo Fabbro                | Italie                       | Katusha-Alpecin              | + 57 s                       |
| 5e                           | Ryan Gibbons                 | Afrique du Sud               | Dimension Data               | + 1 min 20 s                 |
| 6e                           | Benjamin Declercq            | Belgique                     | Sport Vlaanderen-Baloise     | + 2 min 32 s                 |
| 7e                           | Julien Mortier               | Belgique                     | Wallonie Bruxelles           | + 7 min 49 s                 |
| 8e                           | Patrick Müller               | Suisse                       | Vital Concept-B&B Hotels     | + 11 min 11 s                |
| 9e                           | Milan Menten                 | Belgique                     | Sport Vlaanderen-Baloise     | + 13 min 51 s                |
| 10e                          | Fabien Grellier              | France                       | Direct Énergie               | + 16 min 33 s                |

| Classement de la combativité | Classement de la combativité | Classement de la combativité | Classement de la combativité | Classement de la combativité |
| Coureur                      | Coureur                      | Pays                         | Équipe                       | Points                       |
| ---------------------------- | ---------------------------- | ---------------------------- | ---------------------------- | ---------------------------- |

| Classement de la combativité | Classement de la combativité | Classement de la combativité | Classement de la combativité | Classement de la combativité |
| Coureur                      | Coureur                      | Pays                         | Équipe                       | Points                       |
| ---------------------------- | ---------------------------- | ---------------------------- | ---------------------------- | ---------------------------- |

| Classement par équipes | Classement par équipes     | Classement par équipes | Classement par équipes |
| Équipe                 | Équipe                     | Pays                   | Temps                  |
| ---------------------- | -------------------------- | ---------------------- | ---------------------- |
| 1re                    | Katusha-Alpecin            | Suisse                 | 65 h 25 min 36 s       |
| 2e                     | Dimension Data             | Afrique du Sud         | + 1 min 30 s           |
| 3e                     | AG2R La Mondiale           | France                 | + 5 min 17 s           |
| 4e                     | CCC Team                   | Pologne                | + 6 min 27 s           |
| 5e                     | UAE Team Emirates          | Émirats arabes unis    | + 8 min 15 s           |
| 6e                     | Cofidis, Solutions Crédits | France                 | + 9 min 02 s           |
| 7e                     | Bahrain-Merida             | Bahreïn                | + 10 min 39 s          |
| 8e                     | Astana                     | Kazakhstan             | + 13 min 10 s          |
| 9e                     | Roompot-Charles            | Pays-Bas               | + 14 min 13 s          |
| 10e                    | Wallonie Bruxelles         | Belgique               | + 16 min 09 s          |

| Classement par équipes | Classement par équipes     | Classement par équipes | Classement par équipes |
| Équipe                 | Équipe                     | Pays                   | Temps                  |
| ---------------------- | -------------------------- | ---------------------- | ---------------------- |
| 1re                    | Katusha-Alpecin            | Suisse                 | 65 h 25 min 36 s       |
| 2e                     | Dimension Data             | Afrique du Sud         | + 1 min 30 s           |
| 3e                     | AG2R La Mondiale           | France                 | + 5 min 17 s           |
| 4e                     | CCC Team                   | Pologne                | + 6 min 27 s           |
| 5e                     | UAE Team Emirates          | Émirats arabes unis    | + 8 min 15 s           |
| 6e                     | Cofidis, Solutions Crédits | France                 | + 9 min 02 s           |
| 7e                     | Bahrain-Merida             | Bahreïn                | + 10 min 39 s          |
| 8e                     | Astana                     | Kazakhstan             | + 13 min 10 s          |
| 9e                     | Roompot-Charles            | Pays-Bas               | + 14 min 13 s          |
| 10e                    | Wallonie Bruxelles         | Belgique               | + 16 min 09 s          |

## Évolution des classements
| Étapes             | Vainqueur          | Classement général | Classement par points | Classement des jeunes | Classement de la combativité | Classement par équipes |
| ------------------ | ------------------ | ------------------ | --------------------- | --------------------- | ---------------------------- | ---------------------- |
| 1                  | Alexander Kristoff | Alexander Kristoff | Alexander Kristoff    | Davide Ballerini      | Michael Schär                | Astana                 |
| 2                  | Alexey Lutsenko    | Alexander Kristoff | Alexander Kristoff    | Ryan Gibbons          | Preben Van Hecke             | Astana                 |
| 3                  | Alexey Lutsenko    | Alexey Lutsenko    | Alexey Lutsenko       | Ryan Gibbons          | Preben Van Hecke             | Dimension Data         |
| 4                  | Sonny Colbrelli    | Alexey Lutsenko    | Alexander Kristoff    | Ryan Gibbons          | Preben Van Hecke             | Katusha-Alpecin        |
| 5                  | Alexey Lutsenko    | Alexey Lutsenko    | Alexey Lutsenko       | Elie Gesbert          | Preben Van Hecke             | Katusha-Alpecin        |
| 6                  | Giacomo Nizzolo    | Alexey Lutsenko    | Alexey Lutsenko       | Elie Gesbert          | Preben Van Hecke             | Katusha-Alpecin        |
| Classements finals | Classements finals | Alexey Lutsenko    | Alexey Lutsenko       | Elie Gesbert          | Preben Van Hecke             | Katusha-Alpecin        |